# Sēpai
Sēpai, auch Seipai (japanisch 十八手), ist eine Kata des Karate, die u. a. im Gōjū-Ryū geübt wird.

## Name und Ursprung
Der ursprünglich chinesische Name der Kata (chinesisch Shi Ba Shou) bedeutet übersetzt die Zahl 18. Diese Bezeichnung ist auf die darin enthaltenen 18 Hand- und Beintechniken zurückzuführen. Sēpai hat ihren Ursprung in der chinesischen Form Shiba Luohan Quan aus dem Shaolin Quan-Stil.

## Inhalt
Sēpai enthält viele versteckte Techniken, die den Gegner im Kampf verwirren sollen. Sēpai ist die Fortsetzung der Kata Seisan. Die Techniken sollen auch so ausgeführt werden, dass sie für den Gegner schwer zu erkennen sind. Sēpai hat mehrere bemerkenswerte Charakteristiken: Die Angriffsrichtungen in Sēpai sind nicht immer frontal und werden auch in einem Winkel von 45° zum Gegner angewendet.
Auch führt das Bunkai-Studium der Kata zu fruchtbaren Ergebnissen: So enthält die Sēpai Hebel (z. B. Hara Gatame – zu deutsch: „Bauchstreckhebel“) und Würfe – also Kampftechniken, die für das Karate eigentlich nicht charakteristisch sind, aber dennoch zum Kampfhandlungsrepertoire eines jeden umfassenden Selbstverteidigungssystems gehören.
Um den Gegner aus dem Gleichgewicht zu bringen, wird ein vorgängiges Sinken mit darauffolgendem Anheben des eigenen Körpers bei der Kraftabgabe eingesetzt. Sēpai ist (neben Saifā) im Weltverband WKF (World Karate Federation) und in der JKA (Japan Karate Association) als Turnierkata für Vorausscheidungen in Wettbewerben Standard reglementiert. Im Gōjū-Ryū-Stil gilt Sēpai als dritt-höchste Kata.

## Videos
- Andreas Ginger: Goju-Ryu Kata. Videoproduktion Geupel (DVD, ohne Altersbeschränkung, ca. 100 min)
- Mario Holderbach: Goju-Ryu-Kata. Best Fitness Solutions (DVD, ohne Altersbeschränkung)